# Kim Kyung-Wook
Kim Kyung-Wook (en coreano: 김경욱; 18 de abril de 1970) es una deportista surcoreana que compitió en tiro con arco, en la modalidad de arco recurvo.
Participó en los Juegos Olímpicos de Atlanta 1996, obteniendo dos medallas de oro, en las pruebas individual y por equipo. Ganó tres medallas en el Campeonato Mundial de Tiro con Arco al Aire Libre, en los años 1989 y 2001.

## Palmarés internacional
| Juegos Olímpicos                 | Juegos Olímpicos         | Juegos Olímpicos  | Juegos Olímpicos |
| Año                              | Lugar                    | Medalla           | Prueba           |
| -------------------------------- | ------------------------ | ----------------- | ---------------- |
| 1996                             | Atlanta (Estados Unidos) | Medalla de oro    | Individual       |
| 1996                             | Atlanta (Estados Unidos) | Medalla de oro    | Equipo           |
| Campeonato Mundial al Aire Libre |                          |                   |                  |
| Año                              | Lugar                    | Medalla           | Prueba           |
| 1989                             | Lausana (Suiza)          | Medalla de plata  | Individual       |
| 2001                             | Pekín (China)            | Medalla de plata  | Individual       |
| 2001                             | Pekín (China)            | Medalla de bronce | Equipo           |